# Ленинска награда за мир
Международната Ленинска награда за укрепване на мира между народите (на руски: Международная Ленинская премия „За укрепление мира между народами“), съкратено по-късно на Ленинска награда за мир, е международна награда, учредена от правителството на Съветския съюз.
Учредена е през 1949 г. по повод 70-годишнината на Йосиф Сталин. За времето на нейното съществуване е преименувана неколкократно. Официалните ѝ наименования са:
- 1949 – 1956: Международна Сталинска награда „За укрепване на мира между народите“
- 1956 – 1989: Международна Ленинска награда „За укрепване на мира между народите“
- 1989 – 1991: Международна Ленинска награда за мир[1]

След нейното преименуване през 1956 г. е поискано от всички, получили Сталинската награда, да я върнат, за да бъде заменена с новата Ленинска награда.

## Носители на наградата

### През 1950-те години
- 1950
  - Фредерик Жолио-Кюри (Франция)[2]
  - Сун Чинлин (Китай)[2]
  - Хюлет Джонсън (Великобритания)[2]
  - Йожени Котон (Франция)[2]
  - Артър Моултън (САЩ)[2]
  - Пак Чун Ай (Северна Корея)[2]
  - Хериберто Хара Корона (Мексико)[2]
- 1951
  - Гуо Моруо (Китай)[3]
  - Моника Фелтън (Великобритания)[4]
  - Ояма Икуо (Япония)[4]
  - Пиетро Нени (Италия)[4]
  - Ана Зегерс (Източна Германия)[4]
  - Жоржи Амаду (Бразилия)[4]
- 1952
  - Йоханес Бехер (Източна Германия)[4]
  - Елиза Бранко (Бразилия)[4]
  - Иля Еренбург (СССР)[4]
  - Джеймс Гарет Ендикът (Канада)[4]
  - Ив Фарж (Франция)[4]
  - Саифудин Кичлев (Индия)[4]
  - Пол Робсън (САЩ)[4]
- 1953
  - Андреа Андреен (Швеция)[4]
  - Джон Дезмънд Бърнал (Великобритания)[3]
  - Изабел Блюм (Белгия)[4]
  - Хауърд Фаст (САЩ)[4]
  - Андрю Гаджеро (Италия)[4]
  - Леон Крушковски (Полша)[4]
  - Пабло Неруда (Чили)[4]
  - Нина Попова (СССР)[4]
  - Сахибсингх Сохей (Индия)[4]
- 1954
  - Бертолт Брехт (Източна Германия)[5]
  - Андре Бонар (Швейцария)[5]
  - Такин Кодав Хмаинг (Бирма)[5]
  - Феликс Иверсен (Финландия)[5]
  - Николас Гилен (Куба)[6]
  - Денис Ноуел Прит (Великобритания)[7]
- 1955
  - Ласаро Карденас (Мексико)[8]
  - Мохамед Ал-Ашмар (Сирия)[8]
  - Карл Йозеф Вирт (Западна Германия)[8]
  - Тон Дук Тан (Северен Виетнам)[8]
  - Акико Всеки (Япония)[8]
  - Рагнар Форбек (Норвегия)[8]
- 1957
  - Луи Арагон (Франция)[7]
  - Емануел д'Астие (Франция)[7]
  - Хайнрих Брандвайнер (Австрия)[7]
  - Данило Долчи (Италия)[7]
  - Мария Роса Оливер (Аржентина)[7]
  - Чандрасекара Венката Раман (Индия)[7]
  - Удакандавала Сарананкара Теро (Шри Ланка)[7]
  - Николай Тихонов (СССР)[7]
- 1958
  - Йозеф Лукл Хромадка (Чехословакия)[3]
  - Артур Лундквист (Швеция)[3]
  - Луи Саян (Франция)[3]
  - Каору Ясуи (Япония)[3]
  - Арнолд Цвайг (Източна Германия)[3]
- 1959
  - Ото Бухвиц (Източна Германия)[9]
  - Дюбоа (САЩ)[9]
  - Никита Хрушчов (СССР)[9]
  - Айвър Монтагю (Великобритания)[9]
  - Костас Варналис (Гърция)[9]

### През 1960-те години
- 1960
  - Лоран Казанова (Франция)[10]
  - Сайръс Итън (САЩ)[10]
  - Сукарно (Индонезия)[10]
- 1961
  - Фидел Кастро (Куба)[11]
  - Остап Длуски (Полша)[11]
  - Уилям Мороу (Австралия)[11]
  - Рамешвари Неру (Индия)[11]
  - Михаил Садовяну (Румъния)[11]
  - Антоан Табет (Ливан)[11]
  - Ахмед Секу Туре (Гвинея)[11]
- 1962
  - Ищван Доби (Унгария)[12]
  - Олга Поблете де Еспиноса (Чили)[12]
  - Фализ Ахмед Фализ (Пакистан)[12]
  - Кваме Нкрума (Гана)[12]
  - Пабло Пикасо (Франция)[12]
  - Георги Трайков (България)[13]
  - Манолис Глецос (Гърция)[14]
- 1963
  - Оскар Нимайер (Бразилия)[14]
- 1964
  - Долорес Ибарури (Испания)[6]
  - Рафаел Алберти (Испания)[15]
  - Аруна Асаф Али (Индия) [15]
  - Каору Ота (Япония) [15]
- 1965
  - Мигел Анхел Астуриас (Гватемала)[16]
  - Мириам Вире-Туоминен (Финландия) [16]
  - Питър Айоделе Къртис Джоузеф (Нигерия) [16]
  - Джакомо Манцу (Италия) [16]
  - Ямцарангийн Самбу (Монголия) [16]
- 1966
  - Херберт Варнке (Източна Германия)[17]
  - Рокуел Кент (САЩ) [17]
  - Иван Малек (Чехословакия) [17]
  - Мартин Нимьолер (Западна Германия) [17]
  - Давид Алфаро Сикейрос (Мексико) [17]
  - Брам Фишер (ЮАР) [17]
- 1967
  - Йорис Ивенс (Нидерландия)[18]
  - Нгуен Ти Дин (Южен Виетнам) [18]
  - Хорхе Саламеа (Колумбия) [18]
  - Ромес Чандра (Индия) [18]
  - Ендре Шик (Унгария) [18]
  - Жан Ефел (Франция) [18]
- 1968 – 1969
  - Акира Иваи (Япония)[5]
  - Ярослав Ивашкевич (Полша)[5]
  - Халед Мохиедин (Египет)[5]
  - Лайнъс Полинг (САЩ)[5]
  - Шафи Ахмед ел Шейх (Судан)[5]
  - Бертил Свенстром (Швеция)[5]
  - Лудвик Свобода (Чехословакия)[5]

### През 1970-те години
- 1970 – 1971
  - Ерик Хенри Стоунъли Бъроп (Великобритания)[19]
  - Ернст Буш (Източна Германия)[19]
  - Цола Драгойчева (България)[19]
  - Ренато Гутузо (Италия)[19]
  - Камал Юмблат (Ливан)[19]
  - Алфредо Варела (Аржентина)[19]
- 1972
  - Джеймс Олдридж (Великобритания)[20]
  - Салвадор Алиенде (Чили)[20]
  - Леонид Брежнев (СССР)[20]
  - Енрике Пасторино (Уругвай)[20]
- 1973 – 1974
  - Луис Корвалан (Чили)[21]
  - Раймон Гор (Белгия)[21]
  - Жан Мартен-Сисе (Гвинея)[21]
- 1975 – 1976
  - Ортенсия Буси де Алиенде (1975 – 76)[22]
  - Янош Кадар (Унгария)[22]
  - Шон Макбрайд (Ирландия)[22]
  - Самора Машел (Мозамбик)[22]
  - Агостиньо Нето (Ангола)[22]
  - Пиер Пужад (Франция)[22]
  - Янис Рицос (Гърция)[22]
- 1977 – 1978
  - Курт Бахман (Западна Германия)[23]
  - Фрида Йета Браун (Австралия)[23]
  - Анджела Дейвис (САЩ)[23]
  - Вилма Еспин (Куба)[23]
  - Кришна Менон (Индия)[23]
  - Халина Скибневска (Полша)[23]
- 1979
  - Ерве Базен (Франция)[24]
  - Ле Дуан (Виетнам)[24]
  - Урхо Кеконен (Финландия)[24]
  - Абд ал-Рахман ал-Шаркауи (Египет)[24]
  - Мигел Отеро Силва (Венецуела)[24]

### През 1980-те години
Списъкът е непълен.
- 1980 – 1982
  - Махмуд Даруиш (Палестина)[25]
  - Джон Морган (Канада)[25]
  - Либер Серени (Уругвай)[25]
  - Микис Теодоракис (Гърция)[25]
- 1983 – 1984
  - Индира Ганди (Индия) [26]
  - Жан-Мари Леже (Франция)[26]
  - Ева Палмер (Швеция)[26]
  - Нгуен Хуру То (Виетнам)[26]
  - Луис Видалес (Колумбия)[26]
  - Йозеф Вебер (Западна Германия)[26]
- 1985 – 1986
  - Мигел д'Еското (Никарагуа)[27]
  - Дороти Ходжкин (Великобритания)[27]
  - Херберт Мис (Западна Германия)[27]
  - Джулиъс Ниерере (Танзания)[27]
  - Петър Танчев (България)[27]

### През 1990-те години
Списъкът е непълен.
- 1990
  - Нелсън Мандела1 (ЮАР)[28]

1. Наградата е присъдена на Мандела през 1990 г., но тъй като тогава се намира в затвора, той успява да я получи едва през 2002 г.